# Honoré Bailet
Honoré Bailet, né à Nice le 27 février 1920 et mort à Marseille le 16 septembre 2003, est un homme politique français, sénateur des Alpes-Maritimes et maire de Nice.

## Biographie
Commerçant (chevillard aux abattoirs comme son père), il devint conseiller municipal de Nice en 1965 et conseiller général d'un canton de l'arrière-pays niçois dans les années 1970. Il est élu au Sénat en septembre 1989, siégeant à la Commission des affaires culturelles et au sein du Groupe du Rassemblement pour la République. Il ne se représente pas en septembre 1998.
En 1989, il est nommé premier adjoint du maire de Nice, Jacques Médecin. L'année suivante, il devient maire à la suite du départ précipité de Jacques Médecin pour l'Amérique du Sud. Impopulaire en raison des nombreuses affaires judiciaires qui marquent alors l'actualité niçoise, Honoré Bailet est de surcroît malade du cœur, ce qui lui impose parfois d'exercer ses fonctions de maire depuis son domicile. Il finit par démissionner de sa fonction de maire pour raisons de santé, en octobre 1993.

### Sources et bibliographie
- Alain Ruggiero (dir.), Nouvelle histoire de Nice, Toulouse, Privat, 2006, 383 p..